# Czosnek olbrzymi

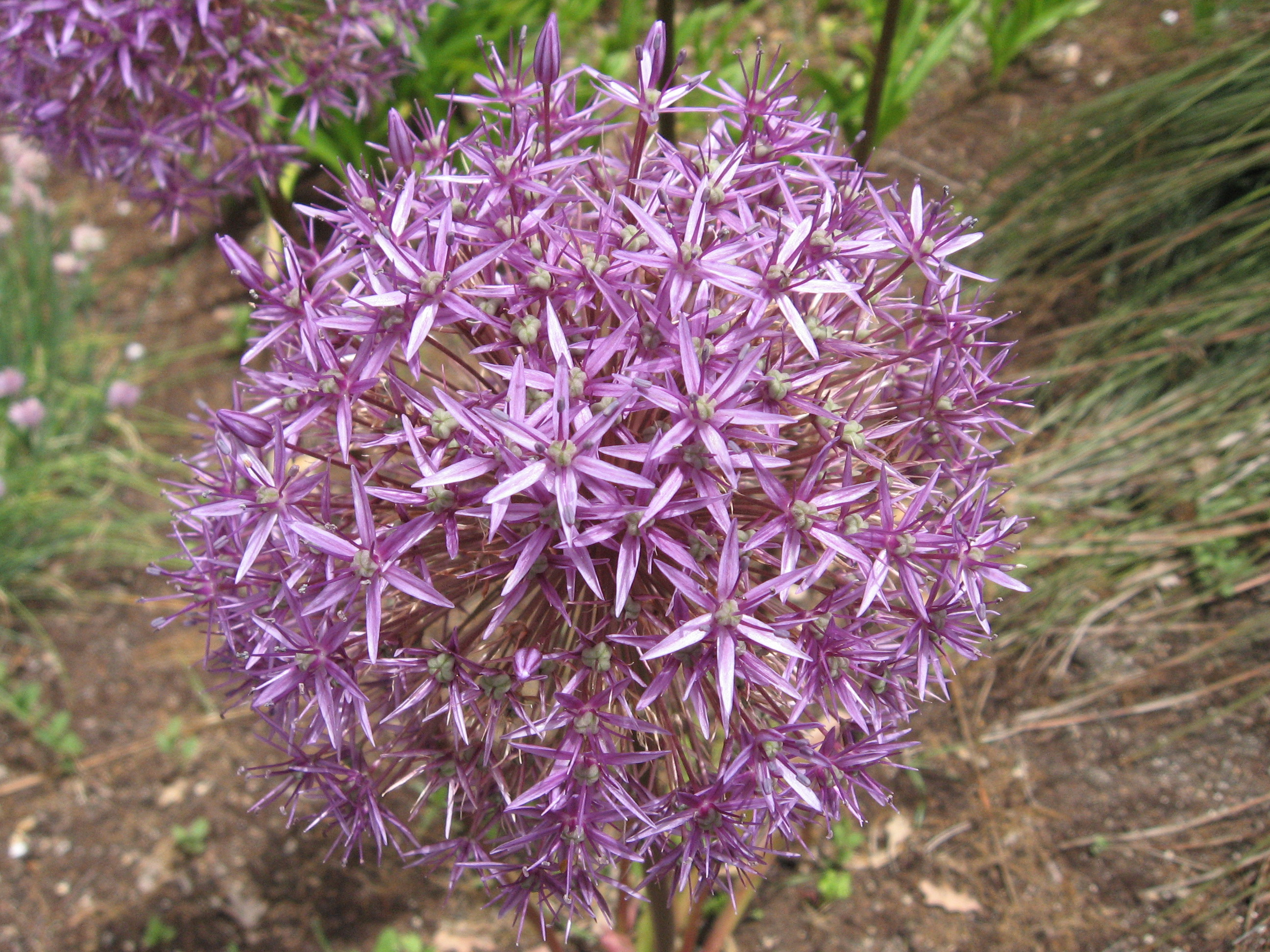
Kwiatostan

Czosnek olbrzymi (Allium giganteum) – gatunek rośliny należący do rodziny czosnkowatych. Pochodzi z Azji (Afganistan, Iran, Tadżykistan, Turkmenistan, Uzbekistan). W wielu krajach, również w Polsce jest uprawiany jako roślina ozdobna.

## Morfologia
PędyPojedyncza, wzniesiona, prosta, gładka, o wysokości do 120 (150) cm.
LiścieWszystkie wyrastają w przyziemnej różyczce. Z jednej cebuli wyrasta ich 6–9. Mają długość do 45 cm przy szerokości do 5 cm. Są równowąskie, sinozielone, gładkie.
KwiatyPurpurowoczerwone, zebrane na szczycie łodygi w pojedynczą główkę o średnicy do 12 cm. Kwiaty są promieniste, dość drobne, 6–płatkowe, mają 1 słupek i 6 pręcików wyrastających po 3 w 2 okółkach.
Część podziemnaCebula o obwodzie do 18 cm.

## Biologia i ekologia
Bylina, geofit. Zakwita dopiero w 2 lub 3 roku od zasadzenia cebuli. Kwitnie w miesiącach czerwiec–lipiec. Cała roślina wydziela charakterystyczny czosnkowy zapach pochodzący od wytwarzanej przez nią alliiny.

## Zastosowanie
- Roślina ozdobna. Może być uprawiany pojedynczo na strzyżonym trawniku, w tylnej części rabaty kwiatowej (aby nie zasłaniał niższych roślin), wśród iglaków lub innych roślin zimozielonych. Nadaje się także na kwiat cięty.

## Uprawa
- Wymagania. W warunkach polskich jest całkowicie mrozoodporny. Wymaga żyznej i przepuszczalnej, piaszczysto–gliniastej ziemi i słonecznego stanowiska. Wymaga stałej wilgotności, podczas suszy należy go regularnie podlewać.
- Sposób uprawy. Najłatwiej rozmnażać go z cebul. Sadzi się je do gleby jesienią (wrzesień–październik) na głębokość równa trzykrotnej wysokości cebul. W czasie lata, jeżeli gleba jest mało żyzna, należy go nawozić nawozem wieloskładnikowym. Po kilku latach uprawy należy cebulki czosnku jesienią wykopać, rozdzielić i przesadzić w inne miejsce (lub zmienić im glebę).